# Parafia Najświętszego Serca Jezusowego w Zełenym Haju
Parafia Najświętszego Serca Jezusowego w Zełenym Haju – parafia rzymskokatolicka terytorialnie i administracyjnie znajdująca się w archidiecezji lwowskiej, w dekanacie Czerniowce. W parafii posługują ojcowie jezuici. Według stanu na marzec 2024 proboszczem parafii był ks. Marcin Miraś z parafii św. Jana Nepomucena w Bojanach, którego probostwo w tejże parafii wynika z zasad przynależności posługi.